# Новотроицкий сельсовет (Благовещенский район)
Новотро́ицкий сельсове́т — муниципальное образование со статусом сельского поселения в составе Благовещенского района Амурской области. 
Административный центр — село Новотроицкое.

## История
21 сентября 2005 года в соответствии с Законом Амурской области № 51-ОЗ муниципальное образование наделено статусом сельского поселения.

## Население
| 2002  | 2010  | 2011  | 2012  | 2013  | 2014  | 2015 |
| ----- | ----- | ----- | ----- | ----- | ----- | ---- |
| 869   | ↗947  | ↗950  | ↘944  | ↗963  | ↗986  | ↘985 |
| 2016  | 2017  | 2018  | 2019  | 2020  | 2021  |      |
| ↗1025 | ↗1041 | ↘1033 | ↗1045 | ↗1062 | ↗1078 |      |

## Состав сельского поселения
| № | Населённый пункт | Тип населённого пункта       | Население |
| - | ---------------- | ---------------------------- | --------- |
| 1 | Кантон-Коммуна   | село                         | ↗136      |
| 2 | Новотроицкое     | село, административный центр | ↘897      |